# Elecciones estatales de Yucatán de 2018
Las elecciones estatales de Yucatán de 2018 se llevaron al cabo el 1 de julio de 2018 , y por virtud de sus resultados se renuevan los titulares de los siguientes cargos de elección popular del estado mexicano de Yucatán:
- Gobernador de Yucatán. Titular del Poder Ejecutivo del estado, electo para un periodo de seis años no reelegibles en ningún caso, que comenzaría su gobierno el 1 de octubre de 2018 y finalizará el 30 de septiembre de 2024. El candidato electo fue Mauricio Vila Dosal.
- 106 ayuntamientos: formados por regidores de mayoría relativa y de representación proporcional, siendo el primer regidor de mayoría electo como presidente municipal y el segundo regidor como síndico;[1] todos electos por un periodo de tres años, con posibilidad de reelección para un periodo más.[2] El número de regidores los establece la constitución de acuerdo a la población del municipio.[3]
- 25 diputados al Congreso del Estado: 15 diputados electos por mayoría relativa elegidos en cada uno de los distritos electorales del estado, y 10 electos por el principio de representación proporcional, con posibilidad de reelección hasta por 4 periodos más para constituir la LXII Legislatura del Congreso del Estado de Yucatán.

## Resultados electorales
En las elecciones generales, el presidente municipal de Mérida Mauricio Vila Dosal, candidato de la alianza Por Yucatán al Frente, fue elegido gobernador con el 39.55% de los votos, contra el 36.09% de Mauricio Sahuí Rivero candidato del oficialista Partido Revolucionario Institucional quien iba por una tercera victoria priista consecutiva en el estado. En tercer lugar se ubicó Joaquín Díaz Mena del Movimiento Regeneración Nacional con el 20.45%.
Con este resultado, el Partido Acción Nacional volvió a la gobernación del estado después de su derrota a manos de Ivonne Ortega Pacheco en las elecciones estatales de 2007 y en las elecciones estatales de 2012, con el gobernador saliente Rolando Zapata Bello, terminando con dos periodos priistas.

### Congreso del Estado de Yucatán
|  | 32.28 % |

|  | 30.43 % |

|  | 20.37 % |

|  | 3.40 % |

|  | 2.93 % |

|  | 2.19 % |

|  | 2.03 % |

|  | 1.32 % |

|  | 0.99 % |

|  | 0.96 % |

|  | 3.02 % |

|  | 100 % |

### Ayuntamientos

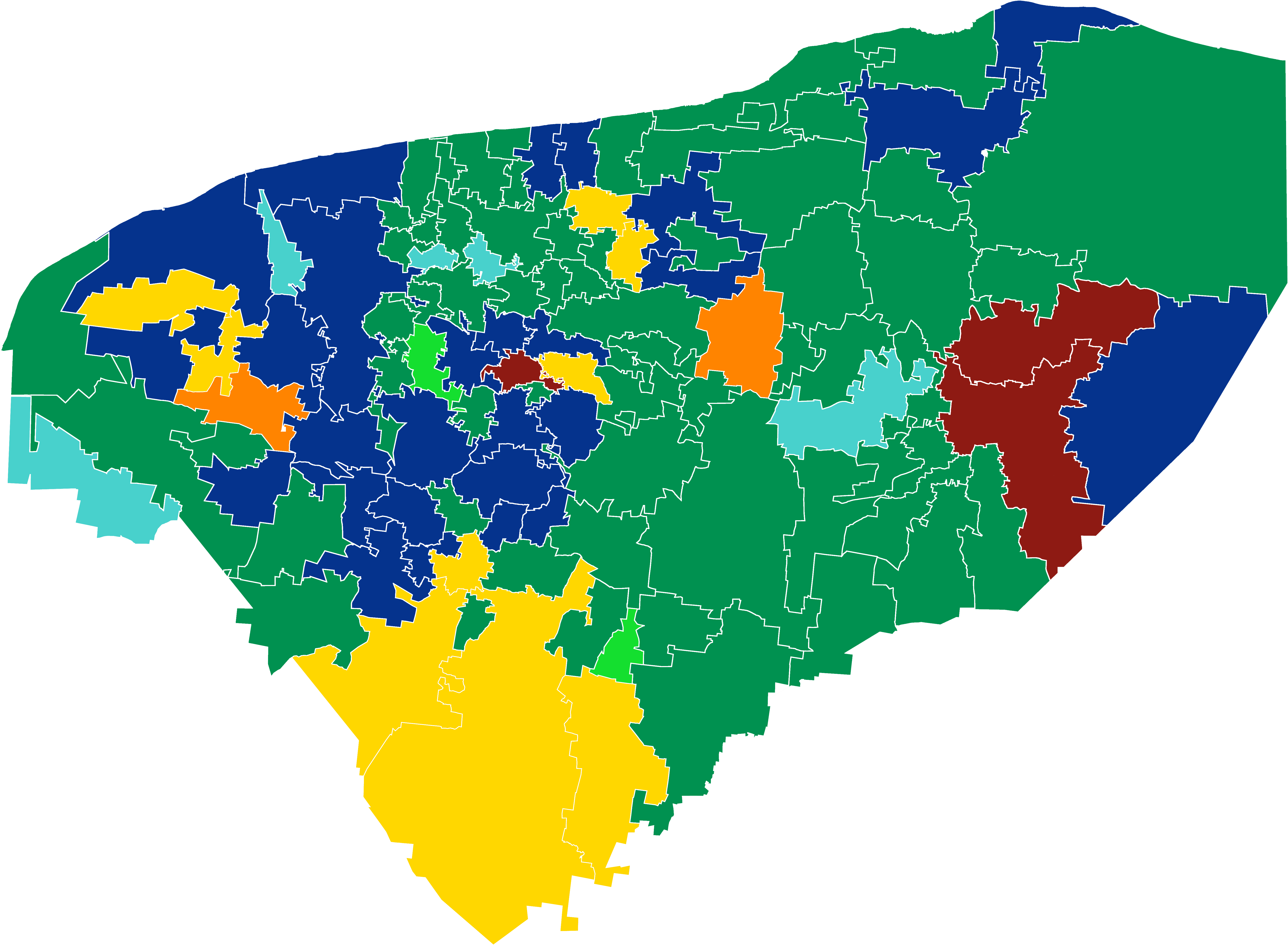
Distribución de las ayuntamientos por partido:
PRI (57)
PAN (28)
PRD (9)
Nueva Alianza (5)
Morena (3)
PVEM (2)
MC (2)

|  | 33.42 % |

|  | 32.44 % |

|  | 14.96 % |

|  | 5.30 % |

|  | 3.99 % |

|  | 3.30 % |

|  | 2.13 % |

|  | 1.19 % |

|  | 0.91 % |

|  | 0.07 % |

|  | 97.72 % |

|  | 2.28 % |